# La Apoteosis de Washington

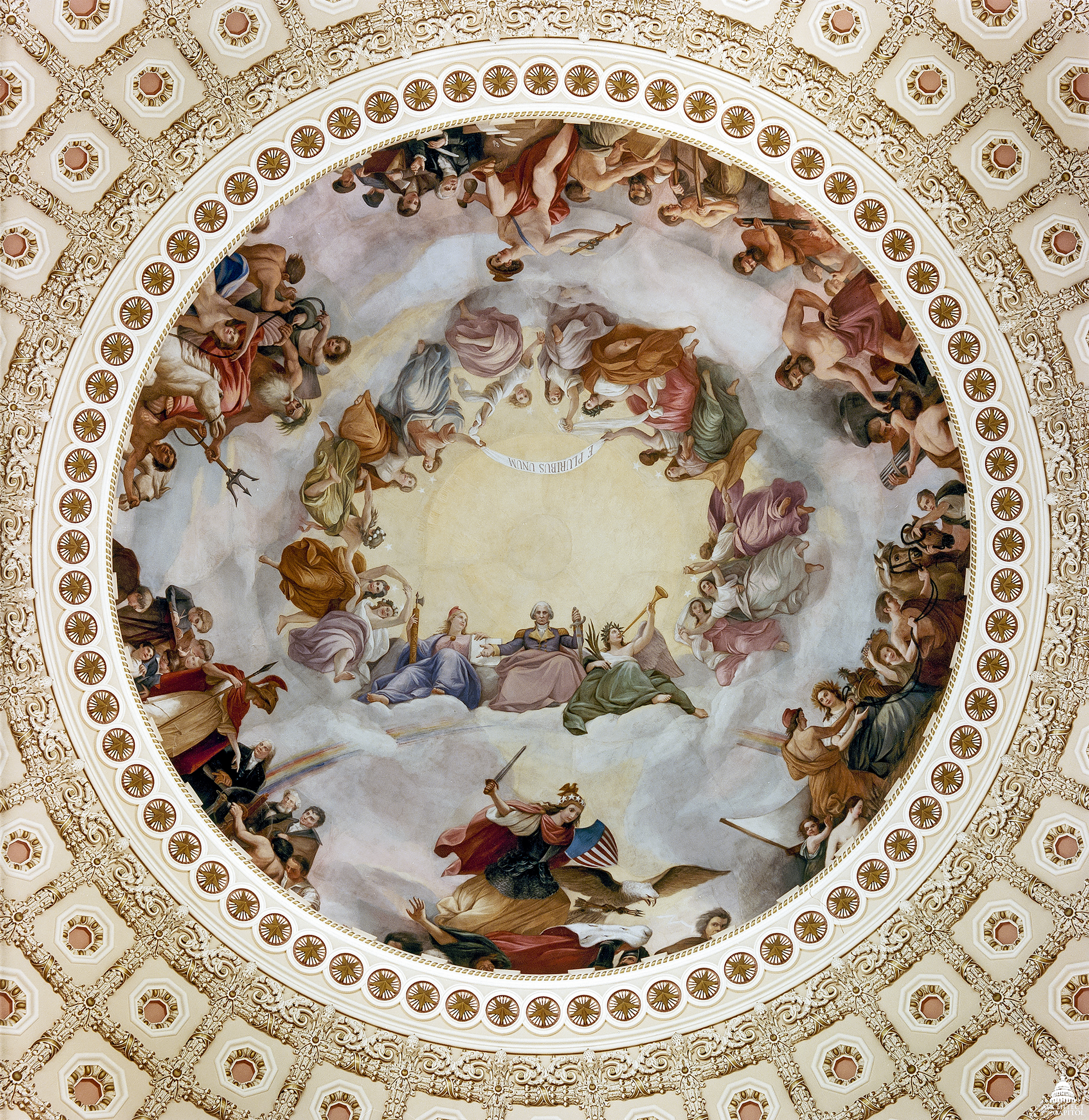
La Apoteosis de Washington

La Apoteosis de Washington es un fresco de gran tamaño plasmado en la Rotonda del Capitolio de los Estados Unidos, en Washington D. C., por el artista italiano Constantino Brumidi en 1865. El fresco está suspendido a 55 metros de altura en la rotonda y cubre un área de 433.3 m². Las figuras pintadas tienen un tamaño de hasta 4.6 m y son visibles desde el suelo. El domo fue completado en 1863 y Brumidi lo pintó en el transcurso de 11 meses, hacia el final de la Guerra Civil. Recibió $40.000 (equivalentes a $583.093 en el 2008) como pago por el fresco.
Brumidi trabajó durante tres años en el Vaticano para el papa Gregorio XVI y como artista de palacios y villas para distintos aristócratas, incluyendo al príncipe Torlonia. Emigró a los Estados Unidos en 1852 y pasó gran parte de los últimos 25 años de su vida trabajando en el Capitolio. Además de La Apoteosis de Washington diseñó los Corredores Brumidi.

## Simbolismo
La Apoteosis de Washington retrata a George Washington convirtiéndose en un dios, Júpiter Índiges. Washington, el primer presidente de los Estados Unidos, es representado alegóricamente, rodeado de figuras de la mitología clásica.
| Escena | Descripción |
| ------ | --- |
|        | Guerra Libertad (también conocida como Columbia) personificando a Belona, está ubicada debajo de Washington. La escena retrata a una mujer luchando por la libertad con una espada alzada, una capa, y un casco y escudo (con los colores de la bandera de los Estados Unidos de América), arremetiendo contra figuras que representan a las Tiranía y Monarquía. A la derecha de Libertad se observa una fiera águila calva (es el ave nacional de los Estados Unidos) como el Águila de Zeus, llevando flechas y un rayo (haciendo referencia al Gran Sello de los Estados Unidos). |
|        | Ciencia Minerva, la diosa Romana de la sabiduría, es representada con un casco y una lanza, apuntando a un generador eléctrico cuya energía es almacenada en baterías, junto a una imprenta, representando así las grandes invenciones de ese país. Los científicos e inventores estadounidenses Benjamin Franklin, Samuel Morse y Robert Fulton observan a la distancia. En la parte derecha de la escena un profesor demuestra el uso de las divisiones. |
|        | Marina Esta escena muestra a Neptuno, la deidad acuática romana, con un tridente y corona de algas marinas, montando un carruaje de concha marina conducido por caballos de mar. Venus, diosa del amor nacida del mar, es retratada ayudando a establecer el Cable Telegráfico Transatlántico que iba desde Norteamérica hasta el Campo Telegráfico en Irlanda. En el fondo se observa un acorazado con chimeneas. |
|        | Comercio Mercurio, dios del comercio, con su pétaso alado, sandalias y un caduceo, es representado entregando una bolsa de oro al financiador de la Guerra de Independencia de los Estados Unidos Robert Morris. A la izquierda, algunos hombres mueven una caja sobre un yunque; a la derecha, un ancla y marineros. |
|        | Mecánica Vulcano, dios del fuego y la forja, es retratado erguido sobre un yunque, con el pie sobre un cañón junto a una pila de balas de cañón. Una máquina de vapor se observa al fondo. Se cree que el hombre en la forja representa a Charles Thomas, el supervisor de los trabajos en hierro durante la construcción del domo del Capitolio. |
|        | Agricultura Ceres, la diosa de la agricultura, es mostrada con un atado de trigo y una cornucopia, símbolos de abundancia, sentada en una segadora mecánica inventada por Cyrus McCormick. La personificación de América Joven con un gorro frigio sostiene las riendas de los caballos, mientras que la diosa Flora colecta flores. |